# Esprels
Esprels ist eine Gemeinde im französischen Département Haute-Saône in der Region Bourgogne-Franche-Comté.

## Geographie
Esprels liegt auf einer Höhe von 259 m über dem Meeresspiegel, fünf Kilometer westsüdwestlich von Villersexel und etwa 19 Kilometer südöstlich der Stadt Vesoul (Luftlinie). Das Dorf erstreckt sich am westlichen Rand der Ebene von Villersexel, nördlich des Ognon-Tals in der Niederung des Dorfbachs, am Rand der Höhen der Grands Bois.
Die Fläche des 14,81 km² großen Gemeindegebiets umfasst einen Abschnitt des Flachlandes bei Villersexel. Der südliche Teil des Gebietes wird von einer Ebene eingenommen, die durchschnittlich auf 260 m liegt. Sie bildet eine Alluvialebene des Ognon. Ganz im Süden verläuft die Grenze entlang dem Ognon, der hier mit verschiedenen Mäandern durch die Niederung nach Südwesten fließt. Ehemalige Sand- und Kiesgruben (heute Baggerseen) werden zum Teil als Badeseen genutzt.
Begrenzt wird die Ebene im Westen und Norden von überwiegend bewaldeten Anhöhen. Im Westen verläuft die Grenze im Bois Bernard. Auf dem Montaigu wird mit 408 m die höchste Erhebung von Esprels erreicht. Nach Norden erstreckt sich das Gemeindeareal in die ausgedehnten Waldungen von Bois de Bouloie und Grands Bois. Diese Anhöhen bestehen aus Kalkschichten der mittleren Jurazeit.
Zu Esprels gehört der Weiler Les Pateys (340 m) am Nordfuß des Montaigu. Nachbargemeinden von Esprels sind Borey im Norden, Marast und Autrey-le-Vay im Osten, Pont-sur-l’Ognon im Süden sowie Chassey-lès-Montbozon und Vallerois-le-Bois im Westen.

## Geschichte

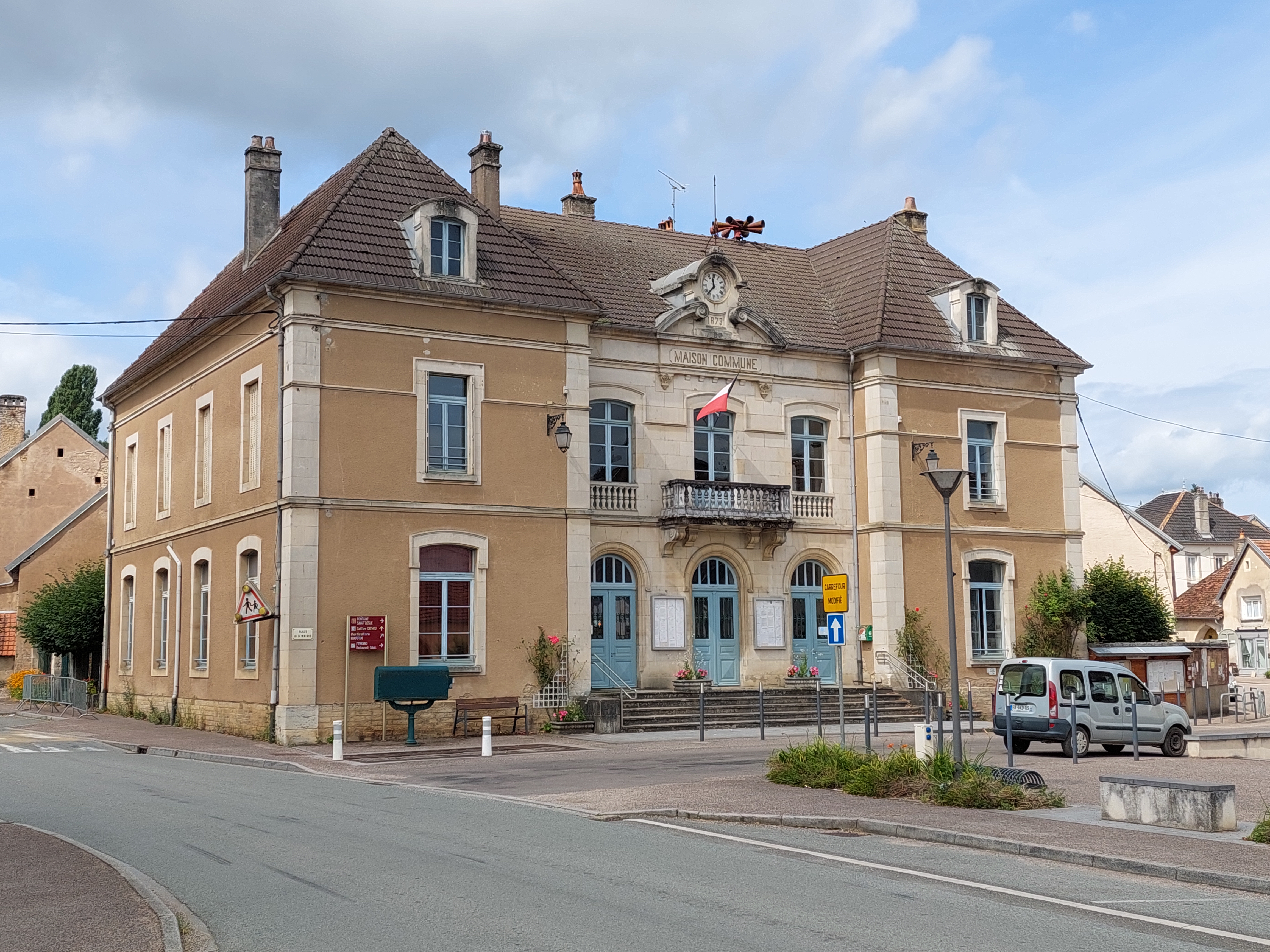
Mairie

Das Gemeindegebiet von Esprels ist seit der gallorömischen Zeit besiedelt, worauf Überreste von Mauerfundamenten und Mosaikfragmente hinweisen. Im Mittelalter war Esprels kirchlich vom Priorat Marast und später vom Kapitel Dole abhängig. Die weltliche Herrschaft oblag während langer Zeit dem Marquis de Grammont. Zusammen mit der Franche-Comté gelangte Esprels mit dem Frieden von Nimwegen 1678 definitiv an Frankreich. Seit 2000 ist Esprels Mitglied des 33 Ortschaften umfassenden Gemeindeverbandes Communauté de communes du Pays de Villersexel.

## Sehenswürdigkeiten

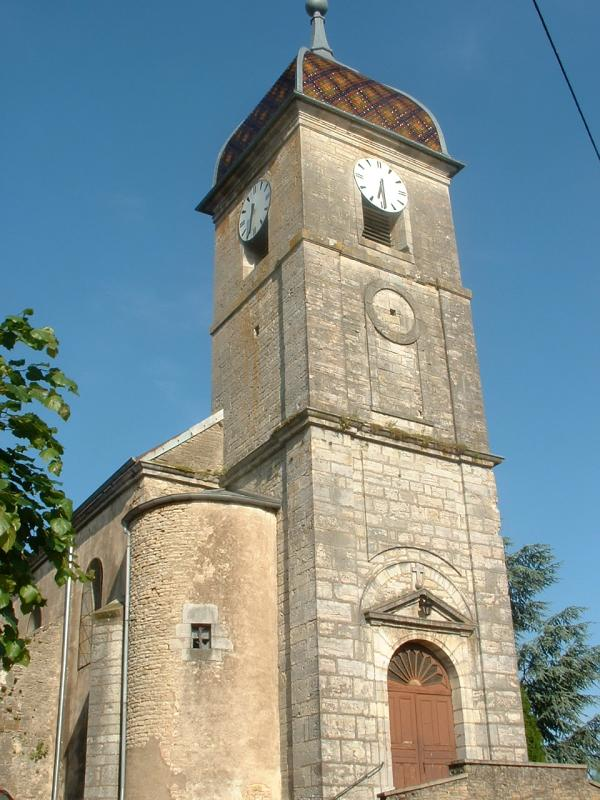
Kirche Saint-Vallier

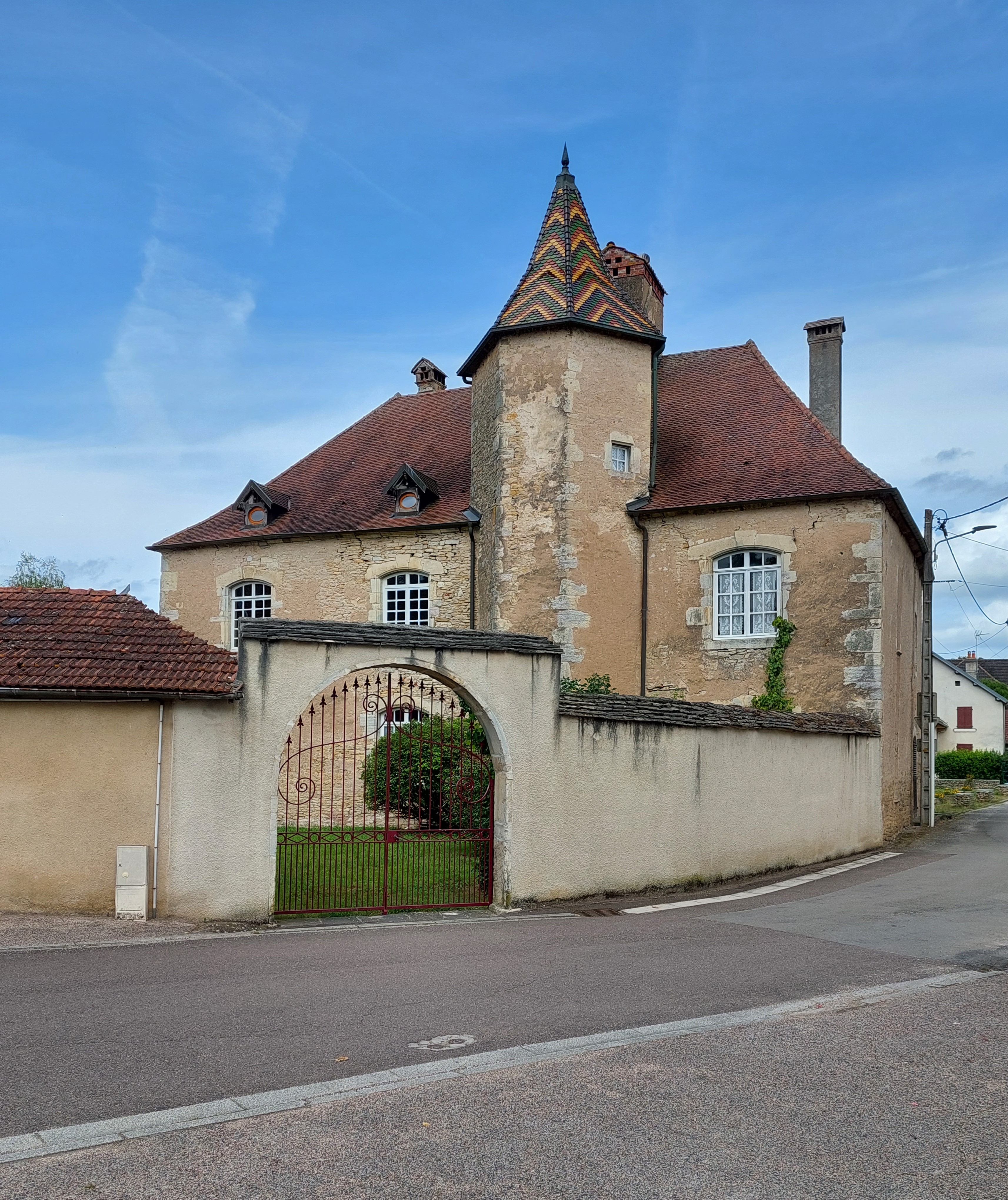
Hofanlage mit oktogonalem Turm an der Rue de l’Eglise

Die Dorfkirche Saint-Vallier in Esprels wurde im 18. Jahrhundert neu erbaut. Sie besitzt reiches Mobiliar aus dem 15. bis 19. Jahrhundert, darunter die Statuen der Vierge de Pitié (1511) und der Sainte-Anne (17. Jahrhundert). Nahe der Kirche befindet sich das Lavoir Saint-Desle, das nach einem irländischen Mönch benannt ist. Aus dem späten 19. Jahrhundert stammt die Mairie (Gemeindehaus). Im Ortskern sind zahlreiche Häuser aus dem 16. bis 19. Jahrhundert im traditionellen Stil der Haute-Saône erhalten, unter anderem ein Gehöft mit oktogonalem Treppenturm am Beginn der Rue de l’Eglise.

## Bevölkerung
| Jahr                       | 1962 | 1968 | 1975 | 1982 | 1990 | 1999 |
| Einwohner                  | 568  | 584  | 608  | 596  | 631  | 678  |
| Quellen: Cassini und INSEE |      |      |      |      |      |      |

Mit 711 Einwohnern (1. Januar 2022) gehört Esprels zu den kleineren Gemeinden des Département Haute-Saône. Nachdem die Einwohnerzahl in der ersten Hälfte des 20. Jahrhunderts deutlich abgenommen hatte (1886 wurden noch 780 Personen gezählt), wurde seit Beginn der 1980er Jahre wieder ein Bevölkerungswachstum verzeichnet.

## Wirtschaft und Infrastruktur
Esprels war bis weit ins 20. Jahrhundert hinein ein vorwiegend durch die Landwirtschaft (Ackerbau, Obstbau und Viehzucht) und die Forstwirtschaft geprägtes Dorf. Daneben gibt es heute verschiedene Betriebe des Klein- und Mittelgewerbes, vor allem in den Bereichen Baugewerbe, Holzverarbeitung, Herstellung von landwirtschaftlichen Maschinen. Bedeutendste Firma ist eine Möbelfabrik. Mittlerweile hat sich das Dorf auch zu einer Wohngemeinde gewandelt. Viele Erwerbstätige sind Wegpendler, die in den größeren Ortschaften der Umgebung ihrer Arbeit nachgehen.
Die Ortschaft ist verkehrstechnisch gut erschlossen. Sie liegt an der Hauptstraße D9, die von Vesoul nach Héricourt führt. Weitere Straßenverbindungen bestehen mit Montbozon, Pont-sur-l’Ognon und Marast.